# Fantasy (album de Manau)
Pour les articles homonymes, voir Fantasy (homonymie).
Albums de Manau
Panique Celtique II, Le Village
(2011) Celtique d'aujourd'hui
(2015)
Fantasy est le cinquième album studio de Manau, sorti le 7 novembre 2013, 2 ans après le précédent album studio Panique celtique II, le village (2011).

## Pistes
| No  | Titre                            | Durée |
| --- | -------------------------------- | ----- |
| 1.  | Introsy                          | 1:51  |
| 2.  | Me voilà au pays                 | 3:51  |
| 3.  | En attendant les temps           | 4:08  |
| 4.  | A fuir tout ce qui brille        | 3:56  |
| 5.  | Comme le monde est beau ma fille | 3:30  |
| 6.  | Vois-tu au loin ?                | 4:07  |
| 7.  | La fille du marchand             | 3:49  |
| 8.  | Cet homme                        | 3:37  |
| 9.  | A six pieds sous terre           | 3:42  |
| 10. | Que vienne à moi                 | 4:16  |
| 11. | Ma fée                           | 4:41  |